# Thomas Bordeleau
Thomas Bordeleau (Houston, Texas, 3 de enero de 2002) es un jugador profesional estadounidense de hockey sobre hielo que se desempeña en la posición de centro en San Jose Sharks, equipo de la National Hockey League (NHL).

## Carrera
Fue seleccionado en la segunda ronda en la NHL Entry Draft de 2020. En 2021 hizo su debut profesional con el equipo San Jose Sharks, donde lleva jugando tres temporadas.